# 性的暴行
性的暴行（せいてきぼうこう）とは、自主的承諾なしのあらゆる性的な物理的接触という広い範囲で用いられている言葉。後述のように、マスコミは加害者と被害者の男女組み合わせを問わない不同意性交(旧強姦・強制性交を含む)・痴漢など不同意わいせつ(旧強制わいせつを含む)のケースだけでなく、不同意性交等罪と不同意わいせつ罪の構成要件となっている売買春など合意のあるケースを含む「16歳未満とのあらゆる性的接触(児童との淫行行為、児童買春など)」へ用いるメディアもある。
婦女暴行(かつて使われていた強姦罪行為に対するマスコミ用語)、性加害と共に法律用語ではない。メディアで「性加害」や「性的暴行」など表現が混在しており、書類送検や起訴された行為の詳細を内容が視聴者や読者に理解出来ず、行為内容がひとり歩き・誤解が起こりやすい。「性的暴行」という幅広い概念を意味する曖昧表現による報道のせいで、「『わいせつな行為』じゃなくて『性的暴行』なので、挿入ありの強姦」などの誤認識が広がったりしている 。

## 強姦や表記された際に混同
日本には強姦や性行為という言葉があるが、性的暴行は同一視・混同されがちである。しかし、 強姦や性行為に比べると性的暴行という言葉は遥かに広範囲に使われている。性行為とは、性交若しくは性交類似行為又は他人が人の露出された性器等（性器又は肛門）を触る行為、若しくは人が自己若しくは他人の露出された性器等を触る行為を意味する。強姦や強姦罪は、暴力や脅迫を用いたり、または酒・薬物・精神疾患などによる相手の心神喪失状態に乗じ、男が女へ性行為を行う犯罪行為・適用刑罰名を意味する。例として、強姦は男性が女性へ上記の性行為をしたケースのみ意味する言葉であるのに対して、性的暴行は「女が男へ」、「男が男へ」「女が女へ」という同性による強制性交ケースだけでなく、被害者と加害者の性別を問わず「自主的承諾なしのあらゆる性的な物理的接触」という意味で使われている言葉である。そのため、日本で「強姦罪」から「強制性交罪」になった際にも、加害者・被害者を男女全ての組み合わせでも適用される処罰対象範囲を広げる改正がなされた。他にも児童買春に対して、日本国内では16歳未満の人間に性交等をした際には合意の有無を問わずに適用される法律は不同意性交罪と児童買春・ポルノ禁止法違反であるが「性的暴行」と表記されるケースがある。
性的暴行、特に「自主的承諾なしのあらゆる性的な物理的接触」とは、いかなる場所であっても、何者にも起きる可能性のある被害である。犯人は、見知らぬ人、知人、勤め先関係者、家族や親族などあらゆる方面に及ぶ。男性及び女性は、同性及び異性のいずれに対しても性的暴行を行い得る。

## 親族による性的暴行と影響
アメリカ合衆国の精神科医であるレオナード・シェンゴールドは1979年の論文にて、親による長期にわたる身体的虐待・精神的虐待・性的虐待・育児放棄（保護者による無関心・ネグレクト）こそがを子どもたちの魂を殺す「魂の殺人」として定義した。このような環境で育った子供たちは保護者である虐待親への身体的依存・感情的依存のために簡単に餌食になること、「自己への虐待者」と自己を同一視してしまうこと、自己が受けた親から虐待の経験を「自己の子女」など他者へ繰り返してしてしまう傾向にあることを論じた。
中国では、香港における女性への性的暴行において約8割のケースで親族や知り合いが加害者になっていることが判明した。そして、実際の被害件数は、警察へ通報される件数よりも遙かに多い可能性かまあることが指摘されている。
日本では2017年の刑法一部改正に監護者わいせつ罪と監護者性交等罪が新設された。親や養親など監護者が、18歳未満の被監護者に対して「監護者であることによる影響力」に乗じて、わいせつ行為または性交をした場合に更に重い罪に問われるようになった。